# Morphological Catalogue of Galaxies
Het Morphological Catalogue of Galaxies (MCG) (Russisch: Morfologitsjeski Katalog Galaktik) is een Russische catalogus van 30,642 sterrenstelsels, samengesteld door Boris Vorontsov-Veljaminov en V. P. Archipova. De catalogus is gebaseerd op onderzoek van platen van de Palomar Sky Survey-platen, met de bedoeling alle stelsels met een fotografische magnitude helderder dan 15 op te nemen.
De catalogus werd gepubliceerd in vijf hoofdstukken, tussen 1962 en 1974.